# Стиглер, Джордж
Джордж Джозеф Стиглер (англ. George Joseph Stigler; 17 января 1911, Рентон, штат Вашингтон — 1 декабря 1991, Чикаго) — американский экономист и педагог. Лауреат Нобелевской премии по экономике 1982 года «за новаторские исследования промышленных структур, функционирования рынков, причин и результатов государственного регулирования».

## Биография
Джордж Стиглер родился в Рентоне, пригороде Сиэтла, штат Вашингтон в семье Джозефа Стиглера, агента по продаже недвижимости, и Элизабет Стиглер (Хунгиер), которые иммигрировали в США из Баварии и Австро-Венгрии.
Джордж окончил среднюю школу в Сиэтле, затем в 1931 году получил степень бакалавра по экономике в Вашингтонском университете. В 1932 году получил степень магистра в Северо-Западном университете. В 1938 году был удостоен степени доктора философии в Чикагском университете за диссертацию на тему «Теория производства и распределения».
Свою преподавательскую деятельность начал в 1936 году в качестве ассистента-профессора в университете штата Айова до 1938 года. В 1938—1946 годах преподавал в Миннесотском университете, где стал полным профессором по экономике. Во время Второй мировой войны он работал консультантом группы статистических исследований в Манхэттенском проекте Колумбийского университета. В 1946—1947 годах преподавал в должности профессора в Брауновском университете, в 1947—1958 годах был профессором в Колумбийском университете. В 1958—1981 годах преподавал на кафедре американских институтов при Чикагском университете.
Джордж Стиглер основал курс по промышленным организациям, был редактором журнала Journal of Political Economy, являлся президентом Американской экономической ассоциации в 1964 году, президентом Общества истории экономики в 1977 году.
Был членом Национальной академии наук США (1975) и Американского философского общества, членом Американской статистической ассоциации (1963). Он был удостоен почётных научных степеней университетами Карнеги — Меллона, Рочестерским, Браунским, а также Хельсинкской экономической школой.
Стиглер был одним из основателей общества «Мон Пелерин» и его президентом с 1976 по 1978 год. Был сторонником классического либерализма/либертарианства.
Семья
В 1936 году Стиглер женился на Маргарет Мэк, сокурснице по Чикагскому университету. У них родились три сына, среди них будущий профессор статистики Стивен Стиглер.

## Вклад в науку
Джордж Стиглер в своей статье «Экономическая теория информации» за 1961 год вывел теорию поиска, в которой утверждал, что потребитель должен искать товар с наиболее низкой ценой до тех пор пока издержки длительности или интенсивности такого поиска не превысят размера ожидаемой экономии от покупки по более низкой цене. Его подход стал использоваться и в изучении поведения потребителей, и при поиске работы, и в создании запасов. А в своей Нобелевской лекции в 1982 году отметил теорию поиска в анализе «рынка новых идей» в экономической науке. «Большинство экономистов выступают не как производители новых идей, а лишь как их потребители. Их задача сходна с задачей покупателя автомобиля: найти надёжную модель. В действительности они обычно кончают покупкой подержанных и, следовательно, апробированных идей».

## Награды
- 1954 — Стипендия Гуггенхайма[9];
- 1982 — Нобелевская премия по экономике «за новаторские исследования промышленных структур, функционирования рынков, причин и результатов государственного регулирования»;
- 1987 — Национальная научная медаль США;
- 1987 — Премии Адама Смита.